# Cretoglaphyrus leptopterus
Cretoglaphyrus leptopterus är en skalbaggsart som beskrevs av Nikolajev 2005. Cretoglaphyrus leptopterus ingår i släktet Cretoglaphyrus och familjen Glaphyridae. Inga underarter finns listade i Catalogue of Life.